# NGC 2254
NGC 2254 (również OCL 500) – gromada otwarta znajdująca się w gwiazdozbiorze Jednorożca. Odkrył ją William Herschel 28 grudnia 1785 roku. Jest położona w odległości ok. 7,7 tys. lat świetlnych od Słońca.